# Клаудіо Рейна
Клаудіо Рейна (ісп. Claudio Reyna; 20 липня 1973, Лівінгстон, Нью-Джерсі) — американський футболіст аргентинського походження. У складі збірної США брав участь у чотирьох чемпіонатах світу (1994, 1998, 2002, 2006). Учасник Олімпійських ігор 1992 і 1996 років.
22 травня 2013 року був призначений спортивним директором клубу «Нью-Йорк Сіті» ліги MLS.

## Клубна кар'єра

### Ранні роки
Рейна народився 20 липня 1973 року в родині аргентинського іммігранта Мігеля Рейни, який також був футболістом і пройшов через молодіжну систему «Індепендьєнте» і грав професійно за «Лос-Андес».. Оскільки батько Клаудіо мав «коріння» в Аргентині, Клаудіо разом з усією родиною переїхав туди на постійне місце проживання. Проте через кілька років сім'я Рейни змушена була повернутися в Сполучені Штати і оселилася в місті Спрінгфілд, в штаті Нью Джерсі. Саме тут і зробив свої перші кроки у футболі Клаудіо.
Коли Клаудіо виповнилося 10 років, він став займатися футболом в Saint Benedict's Preparatory School міста Ньюарк, і в 12 років спортивний магазин Parade визнав його найкращим футболістом року в країні серед своїх одноліток. Це сталося в 1989 році, а в 1990-му він знову-таки став найкращим футболістом штату Нью Джерсі і країни. Команда міста Ньюарк двічі ставала чемпіоном штату, і також досягла історичного результату, вигравши 47 матчів поспіль. Протягом усієї кар'єри в школі Ньюарка, команда Рейни лише двічі програла своїм суперникам, що сталося під час відсутності Клаудіо, який в той час перебував на зборах збірної США віком до 23-х років. Рейна закінчив свою кар'єру в цій школі забивши 62 голи і віддавши 59 гольових передач.
Клаудіо Рейна є одним з найтитулованіших футболістів в історії університетських чемпіонатів США. З його допомогою, Університет штату Верджінії завоював три титули чемпіонів США за версією NCAA в 1991, 1992 і 1993 роках. У 1992 і 1993 роках, Клаудіо ставав найкращим футболістом Америки за версією журналу Soccer America.

### Професійна кар'єра
Підписавши контракт з командою «Баєр 04» з німецької Бундесліги після закінчення чемпіонату світу 1994 року, у віці 21-го року, Клаудіо розпочав свою професійну кар'єру. Проте дебютував у чемпіонаті Клаудіо лише у сезоні 1995/96, зігравши 21 матч, а у наступному сезоні зіграв лише 5 разів. Після цього в липні 1997 року Рейна був відданий в оренду іншому клубу Бундесліги — «Вольфсбург», де Рейні таки вдалося розкрити свій талант. Клаудіо забив два голи в двох матчах проти мюнхенської «Баварії» і чотири рази був названий найкращим футболістом гри в першій половині сезону. У сезоні 1997/98 року Клаудіо незмінно виходив на поле у складі 11-ти футболістів. З його допомогою, в тому сезоні «Вольфсбург» дійшов до півфіналу кубка Німеччини. Популярність Клаудіо Рейни досягла такого високого рівня, що в 1998 році він став першим американцем, удостоєним честі бути капітаном європейської команди.
У 1999 році Рейна перейшов в шотландський «Рейнджерс». Рейна моментально став одним з лідерів команди починаючи і допоміг команді завоювати чемпіонський титул. У серпні місяці, після першого сезону в Rangers, Клаудіо був названий най кращим гравцем місяця забивши 4 голи в 4-х іграх. Він був також названий найкращим гравцем матчу в Лізі чемпіонів проти італійської «Парми» (2:0) в тому ж році.
У 2001 році Рейна перейшов в англійський «Сандерленд» за рекордну суму для американських гравців — 6,8 мільйонів доларів. Рейна підписав контракт на 5 років. У жовтні 2002 року він пошкодив передню хрестоподібну зв'язку в коліні, через що «вилетів» до кінця сезону 2002/03.

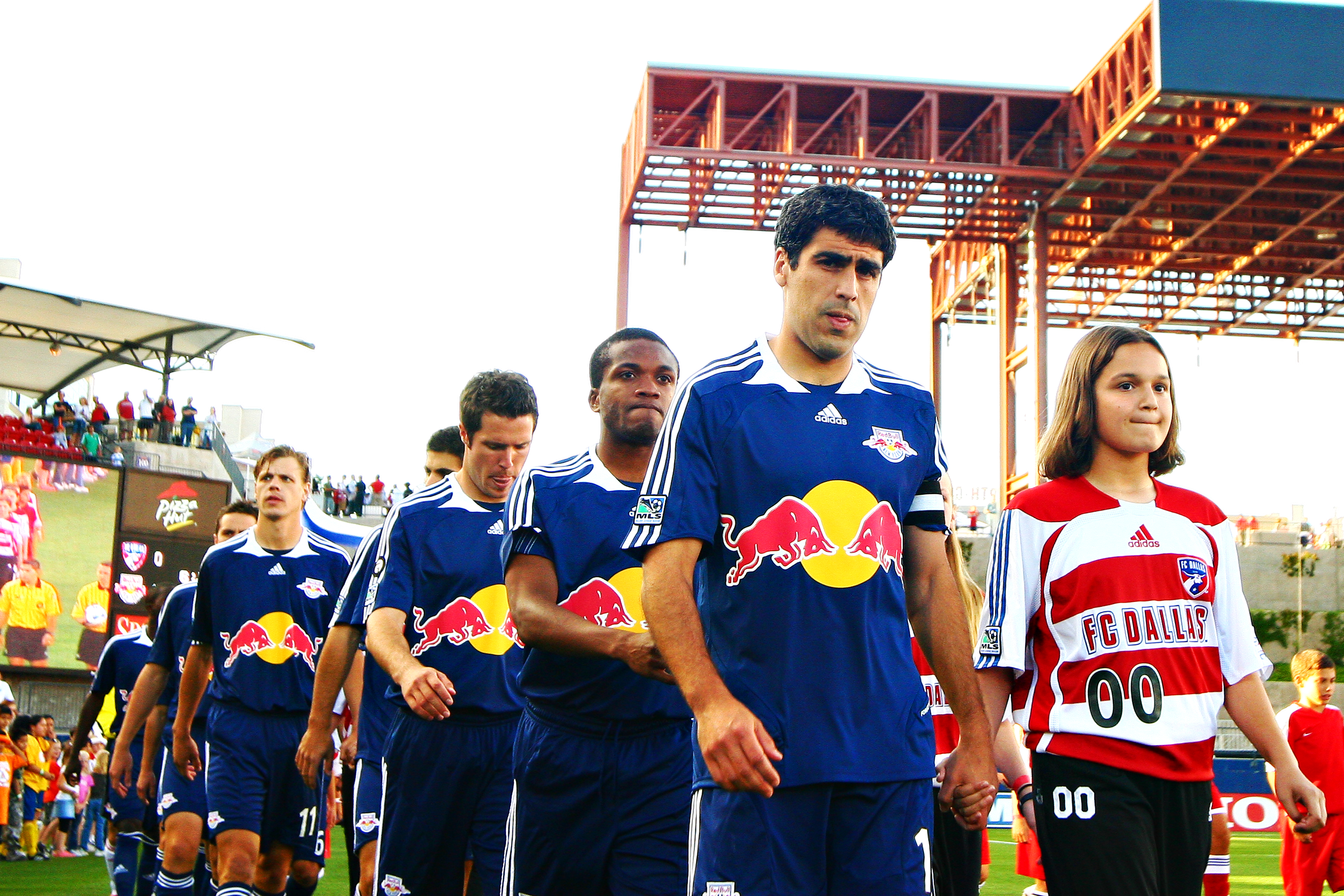
Клаудіо Рейна виводить «Нью-Йорк Ред Буллз» на поле в статусі капітана. 2007 рік.

29 серпня 2003 Рейна приєднався до «Манчестер Сіті» за 2,5 млн фунтів. Проте виступи Рейни за «городян» часто перемежовувалися травмами, обмежуючи його виступи до тридцяти матчів у своєму першому сезоні з клубом, і змушуючи його пропустити шість місяців в сезоні 2004/05. В підсумку за три з половиною сезонів на «Сіті оф Манчестер», Рейна провів 87 матчів, забивши чотири голи. 11 січня 2007 року менеджер «Манчестер Сіті» Стюарт Пірс заявив, що клуб погодився розірвати контракт Рейни з метою його переїзду в Major League Soccer за сімейними обставинами, що і було зроблено 23 січня 2007 року.
24 січня 2007 року Рейна підписав контракт з «Нью-Йорк Ред Буллз», де він приєднався до свого колишнього головного тренера по Університету Вірджинії і збірній США Брюса Арени. Однак, як і у Великій Британії, в США Рейну також майже постійно турбували травми. Він зіграв тільки двадцяти сім ігор в протягом двох років за команду і тільки шість з них у 2008 році, коли він лікувався від грижт міжхребцевого диска. Через це Рейна оголосив про завершення кар'єри 16 липня 2008 року.

## Національна кар'єра
Клаудіо Рейна зіграв майже 100 ігор за свою збірну. Він знаходився в складі команди США на чемпіонаті світу 1994 року, хоча на поле і не виходив, і став одним з лідерів команди під час чемпіонатів світу 1998 року у Франції, 2002 року в Кореї і Японії та 2006 року в Німеччині, будучи на останніх двох капітаном команди.

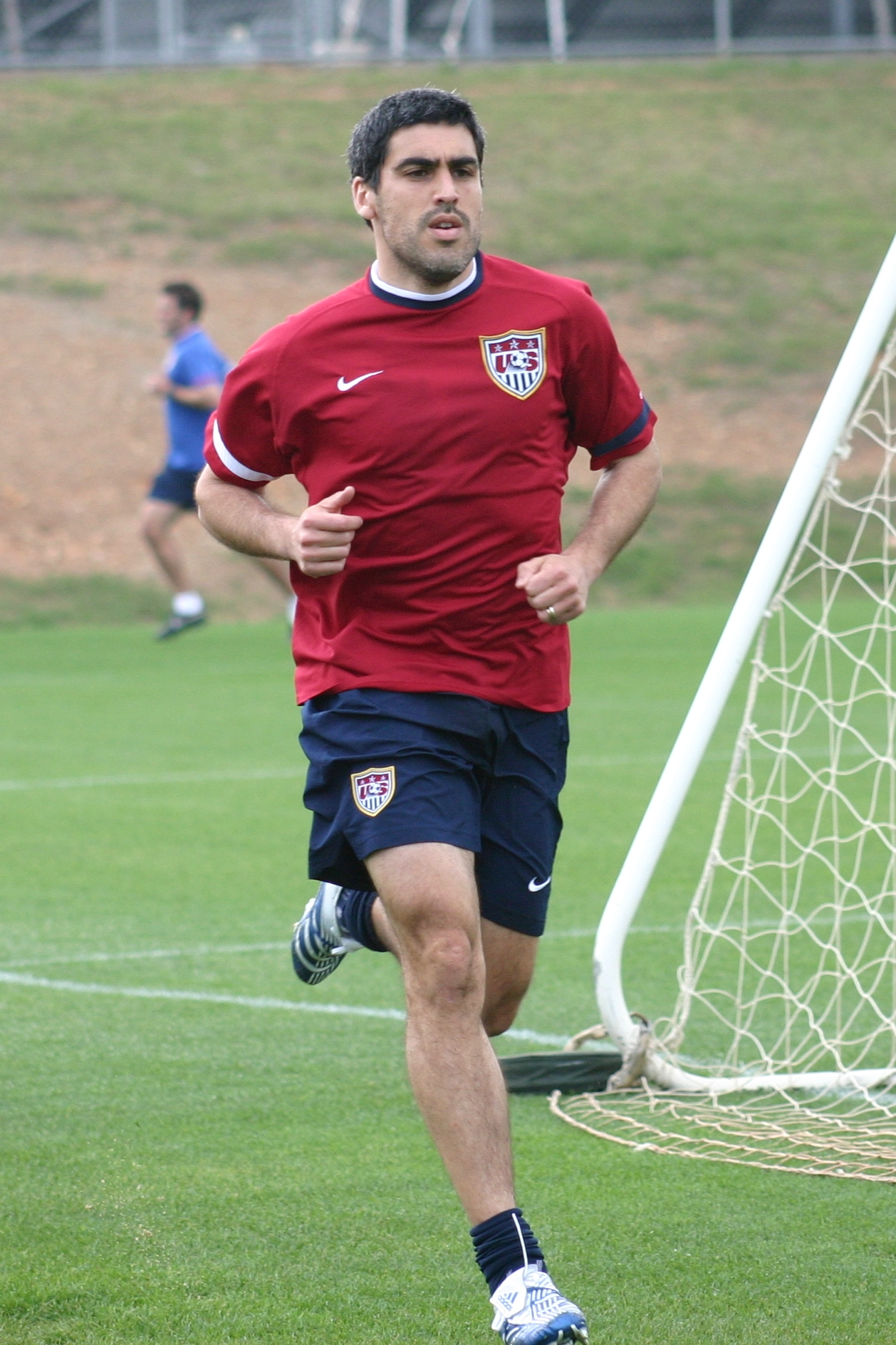
Рейна на тренуванні збірної США. 2006 рік.

Крім чотирьох чемпіонатів світу, Рейна двічі брав участь в Олімпійських іграх (1992 і 1996). У 1992-му році, він був наймолодшим гравцем в команді, і зіграв 90 хвилин у кожному матчі збірної США в турнірі.
За головну команду країни, Рейну вперше зіграв в 1994 році проти Норвегії, і в тому ж році забив свій перший гол, у ворота збірної Молдови. Справи у Клаудіо йшли добре, але перед самим чемпіонатом світу 1994 року в США Рейна отримав травму гомілки, і був змушений стежити за турніром з лави запасних. Однак в наступному 1995 році Клаудіо допоміг національній команді виграти U.S. Cup, а також пробитися в півфінал Кубка Америки 1995 року. Під час U.S. Cup, збірна Сполучених Штатів обіграла свого історичного опонента, збірну Мексики, з рахунком 4:0. У тому матчі Рейна забив гол і віддав дві гольові передачі.
У 1996 році Рейна відмінно зіграв на Олімпійських іграх, забивши красивий гол на першій хвилині матчу проти збірної Аргентини. У 1997 році лише завдяки вирішальному голу, який Клаудіо забив у ворота збірної Канади, США завоювала місце на чемпіонаті світу 1998 року. Завдяки прекрасній грі в тому сезоні, ФІФА запросили Рейну зіграти в матчі зірок світу в Гонконгу. У тій грі Клаудіо відзначився голом. 1998 рік був знову-таки одним з найпродуктивніших в кар'єрі Рейни. Найкращу гру в тому сезоні США провела проти Австрії, обігравши їх з рахунком 3:0. Рейна забив гол, і віддав 2 гольові передачі. У 1999 році Клаудіо провів за збірну 4 рази, забивши один гол в матчі проти збірної Німеччини, який США виграли з рахунком 3:0.
2000 рік став початком найуспішнішої компанії збірної США в історії чемпіонатів світу. Успішно пройшовши кваліфікаційний турнір, збірна США стала однією з трьох команд, що завоювали путівку на чемпіонат світу 2002 з конференції КОНКАКАФ. Вчетверте поспіль США пробилися у фінальну стадію найпрестижнішого футбольного турніру для збірних. Через травму Клаудіо Рейна не зміг зіграти в матчі проти збірної Португалії, який США виграли (3:2). Відсутність в тому матчі дозволило Рейні залікувати травму і повернутися на поле у наступних матчах. Це припало якраз на гру проти історичного противника, збірну Мексики, яку США виграли із рахунком 2:0 і пробилися в 1/8 фіналу вперше за майже 70 років. Щоправда там команда Рейни програла майбутнім фіналістам збірній Німеччини.
Останнім великим турніром для Клаудіо став чемпіонат світу 2006 року у Німеччині. 23 червня 2006 року, на наступний день після того, як США вилетіли з турніру, Рейна оголосили про свій відхід зі збірної. Він закінчив свою міжнародну кар'єру з 111 матчами і 8 голами.

## Міжнародна кар'єра

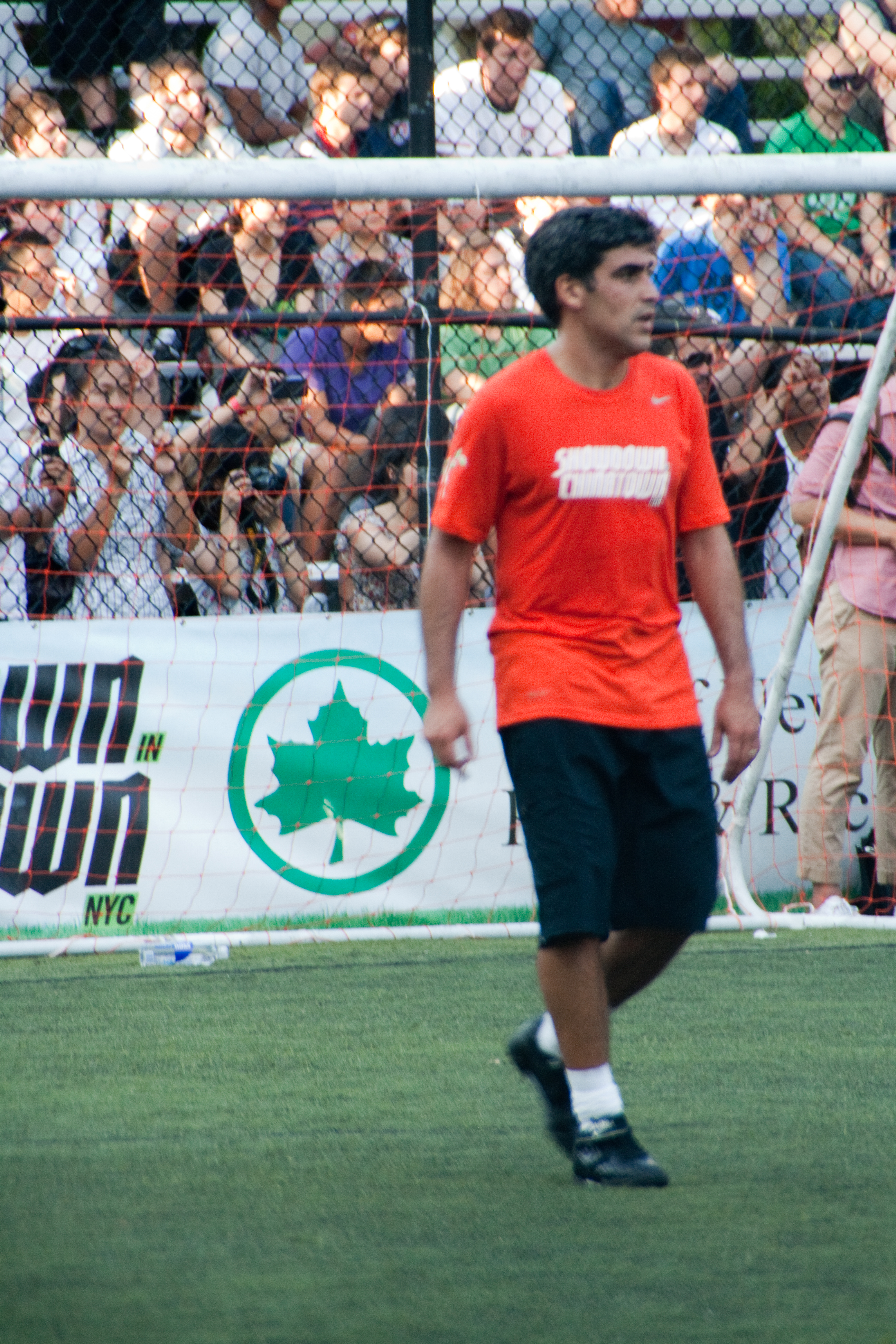
Клаудіо Рейна у виставковому матчі. 2010 рік.

### Голи за збірну США
| #   | Дата             | Місце            | Суперник  | Рахунок | Результат | Турнір                  |
| --- | ---------------- | ---------------- | --------- | ------- | --------- | ----------------------- |
| 01. | 20 квітня 1994   | Давідсон, США    | Молдова   | 3:0     | 3:0       | Товариський матч        |
| 02. | 7 травня 1994    | Фуллертон, США   | Естонія   | 2:0     | 4:0       | Товариський матч        |
| 03. | 18 червня 1995   | Вашингтон, США   | Мексика   | 4:0     | 4:0       | 1995 U.S. Cup           |
| 04. | 9 червня 1996    | Фоксборо, США    | Ірландія  | 2:1     | 2:1       | 1996 U.S. Cup           |
| 05. | 9 листопада 1997 | Бернабі, Канада  | Канада    | 1:0     | 3:0       | Кваліфікація до ЧС-1998 |
| 06. | 22 квітня 1998   | Відень, Австрія  | Австрія   | 3:0     | 3:0       | Товариський матч        |
| 07. | 6 лютого 1999    | Джексонвілл, США | Німеччина | 3:0     | 3:0       | Товариський матч        |
| 08. | 3 червня 2000    | Вашингтон, США   | ПАР       | 3:0     | 4:0       | 2000 U.S. Cup           |

## Досягнення
- Чемпіон Шотландії: 1999/00
- Володар Кубка Шотландії: 1999/00
- Переможець Панамериканських ігор: 1991
- Срібний призер Золотого кубка КОНКАКАФ: 1998
- Бронзовий призер Золотого кубка КОНКАКАФ: 1996, 2003

## Особисте життя
Батько Рейни — аргентинський футболіст, дружина Даніель Еган — гравець жіночої збірної США з футболу. Рейна і його сім'я живуть в Бедфорді, штат Нью-Йорк. У подружжя народилось четверо дітей: Джек (1999—2012), Джованні (нар. 2002), який названий в честь хорошого друга і колишнього партнера по «Рейнджерс» Джованні ван Бронкгорста, а також Йоах і Кароліна. 19 липня 2012 року 13-річний син Рейни Джек помер від раку.